# Radoši, Metlika
Radoši este o localitate din comuna Metlika, Slovenia, cu o populație de 6 locuitori.